# Dashantang Dao
Dashantang Dao (kinesiska: 大山塘岛) är en ö i Kina. Den ligger i provinsen Zhejiang, i den östra delen av landet, omkring 180 kilometer öster om provinshuvudstaden Hangzhou. Arean är 0,61 kvadratkilometer. Den sträcker sig 0,8 kilometer i nord-sydlig riktning, och 1,8 kilometer i öst-västlig riktning.
Genomsnittlig årsnederbörd är 1 626 millimeter. Den regnigaste månaden är juni, med i genomsnitt 315 mm nederbörd, och den torraste är januari, med 51 mm nederbörd.